# Jurij Chěžka
Jurij Chěžka, németül  Georg Keschke vagy Keschka (Horka, 1917. július 22. – Kragujevac közelében, 1944. október 13. és 17. között) szorb költő. A modern szorb költészet egyik első jeles képviselője.

## Életútja

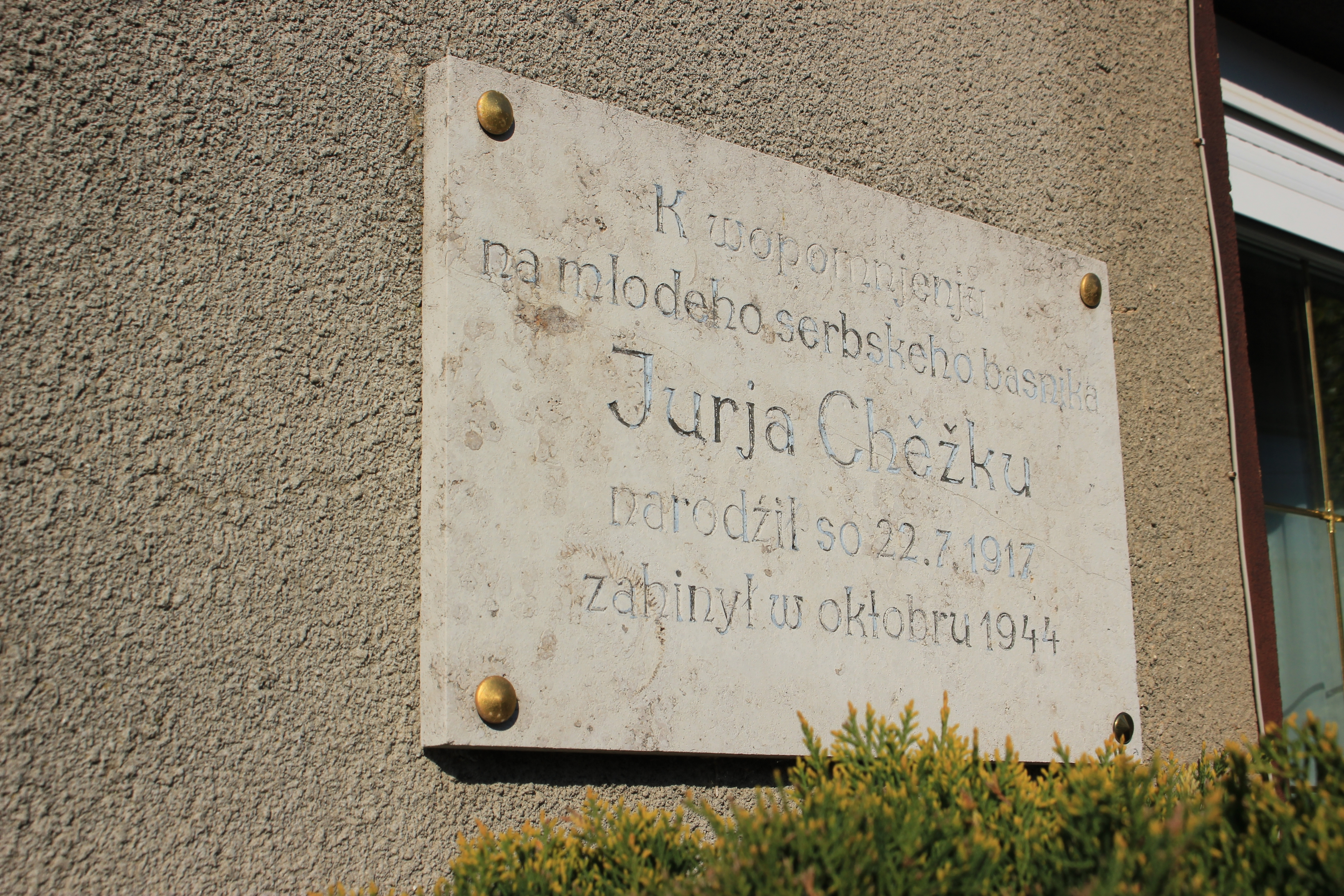
Emléktáblája Horkában

Jurij Chěžka 1917. július 22-én született Horkában Mikławš Chěžka kőmunkás (1868–1931) és Hana Chěžcyna mesemondó (1887–1984, szül. Delenkec, Anna Keschka) gyermekéként. Tizenkét éves korától a prágai érseki gimnáziumba járt, és 1937-ben kezdett szlavisztikát és germanisztikát tanulni a csehszlovák fővárosban. 1939-ben behívták a Wehrmachtba; 1944-ben Jugoszláviába dezertált, és ismeretlen körülmények között halt meg 1944 októberében Kragujevac közelében.
A crostwitzi szorb általános iskola az ő nevét viseli.
Unokahúga Róža Domašcyna (1951) költő, műfordító, író.

## Művei
- Jurij Chěžka: Na puću za druhej domiznu [kézirat], 1937
- Jurij Chěžka: Poezija małej komorki (Poesie der kleinen Kammer), Ludowe nakładnistwo Domowina, Budyšin 1971
- Kito Lorenc (szerkesztő): Jurij Chěžka – Die Erde aus dem Traum, Ludowe nakładnistwo Domowina, Budyšin 2002

## Fordítás
- Ez a szócikk részben vagy egészben  a   Jurij Chěžka  című német Wikipédia-szócikk ezen változatának fordításán alapul.  Az eredeti cikk szerkesztőit annak laptörténete sorolja fel. Ez a jelzés csupán a megfogalmazás eredetét és a szerzői jogokat jelzi, nem szolgál a cikkben szereplő információk forrásmegjelöléseként.
- Ez a szócikk részben vagy egészben  a   Jurij Chěžka  című felsőszorb Wikipédia-szócikk ezen változatának fordításán alapul.  Az eredeti cikk szerkesztőit annak laptörténete sorolja fel. Ez a jelzés csupán a megfogalmazás eredetét és a szerzői jogokat jelzi, nem szolgál a cikkben szereplő információk forrásmegjelöléseként.